# Det amerikanske koloniimperium
Det amerikanske koloniimperium omfatter de besiddelser, som USA har udvidet sit område med siden slutningen af 1700-tallet efter den Amerikanske uafhængighedskrigs afslutning i 1783. Ud over ekspansionen mod vest tværs over Nordamerika som følge af Indianerkrigene, hvorved nye delstater og territorier blev skabt, tilkom yderligere store områder erhvervet ved krig mod andre nationer, aftaler og køb. I løbet af omkring 100 år firedobledes nationens areal, og i dag er USA med cirka 9,83 millioner km2 verdens arealmæssigt tredjestørste nation. Siden 2. verdenskrigs afslutning har enkelte tidligere amerikanske kolonier vundet selvstændighed.
Den amerikanske imperialisme har gennemgået en række faser:
1. i 1800-tallet den territorielle udvidelse tværs over det nordamerikanske kontinent. I forbindelse hermed monroedoktrinen og kampen for at trænge ikke-amerikanske kolonimagters indflydelse ud af Nord- og Sydamerika;
2. i slutningen af 1800-tallet den amerikanske koloniimperialisme, først og fremmest besættelsen af Hawaii og kampen mod resterne af det spanske koloniimperium i Latinamerika. Desuden den åbne dørs politik i Asien;
3. i begyndelsen af 1900-tallet dollardiplomatiet og Theodore Roosevelts tillæg til monroedoktrinen: oprettelsen af kortere og længere varende protektorater i Mellemamerika i mellemkrigstiden;
4. i midten af 1900-tallet den amerikanske ekspansion i Stillehavet under og efter 2. verdenskrig (især i form af FN-mandatet i Mikronesien);
5. i anden halvdel af 1900-tallet den gradvise afvikling af de oversøiske besiddelser efter 2. verdenskrig.

Foruden den virksomhed, der har været forbundet med udvidelse af amerikanske besiddelser har USA påtaget sig en rolle som "den frie verdens forsvarer" især under den kolde krig i tiden efter 2. verdenskrig. I den forbindelse har USA været indblandet i talrige krige og haft fremskudte militærbaser rundt om i verden - dog uden at dette har ført til egentlige udvidede besiddelser.

## Baggrund
Efter den Amerikanske revolution og den amerikanske revolutionskrig mod Storbritannien som følge af De Forenede Staters uafhængighedserklæring i 1776 indledtes fredsforhandlinger i Frankrig. Parisaftalen blev undertegnet den 3. september 1783 og fastslog grænsen mellem det britiske Canada og USA. USA havde da et areal på omkring 2.310.629 km2 og omfattede De tretten kolonier:
- Province of New Hampshire, dagens New Hampshire
- Province of Massachusetts Bay, dagens Massachusetts
- Colony of Rhode Island and Providence Plantations, dagens Rhode Island
- Colony of Connecticut and New Haven, dagens Connecticut
- Province of New York, dagens New York og Vermont
- Province of New Jersey, dagens New Jersey
- Province of Pennsylvania, dagens Pennsylvania
- Delaware Colony, dagens Delaware
- Province of Maryland, dagens Maryland
- Colony and Dominion of Virginia, dagens Virginia, Kentucky og West Virginia
- Province of North Carolina, dagens North Carolina og Tennessee
- Province of South Carolina, dagens South Carolina
- Province of Georgia, dagens Georgia

## Koloniseringen af det nordamerikanske fastland
Med udgangspunkt i de tretten stater skete i første omgang udvidelser mod vest på det nordamerikanske fastland. Fra 1815 begyndte den store tilstrømning af indvandrere at strømme til De Forenede Stater fra Europa, og i indlandet begyndte, især 1816-20, en voldsom "strøm mod vest", som blandt andet førte til, at staterne Louisiana (1812), Indiana (1816), Mississippi (1817), Illinois (1818), Alabama (1819), Maine (1820) og Missouri (1821) blev optaget i unionen og dermed tillige politisk gav "vesten" en magtstilling, som modsvaredes af deres fænomenalt hastige økonomiske udvikling. I forbindelse med vestens kolonisering stod også en hastig forbedring på unionsmyndighedernes initiativ og på bekostning af samfærdsforbindelserne staterne imellem ("internal improvement") i form af storartede vejanlæg, kanalbyggerier, flodoprensninger og så videre. Skiftevis med økonomiske, politiske og militære midler trængte De Forenede Stater vest over kontinentet og pressede samtidig sine grænser mod nord og mod syd.

### Louisianakøbet
Louisiana-købet (Louisiana Purchase, Vente de la Louisiane) blev indgået i 1803 mellem USA og Frankrig. Arealet omfattede cirka 2.147.000 km2, og købssummen var cirka 80 millioner franc eller 15 millioner dollar. Nogle bestemte grænser var ikke angivet i traktaten, men man gik i almindelighed ud fra, at Louisiana indbefattede landet mellem Mississippi og Rocky Mountains, fra Britisk Nordamerikas endnu ikke definitivt fastlagte sydgrænse ned til den Mexikanske bugt, muligvis tillige det vestlige Florida (hvilket Spanien bestred) og længere mod vest på landet ned til floden Rio Grande. Gennem denne vældige landerhvervelse - hvilken Napoleon undte De Forenede Stater, da han i mangel på søherredømme ikke formåede at forsvare Mississippimundingen mod engelske erobringsforsøg - åbnedes for de amerikanske nybyggere mulighed for en af udenrigspolitiske komplikationer uforstyrret ekspansion vest på, og for "mellemstaterna" (endnu kaldet "vesten") betryggedes Mississippifloden som transportforbindelse for deres voksende udførsel. Købet af den franske koloni La Louisiane (en del af Ny Frankrig) blev forhandlet af diplomaterne Robert R. Livingston under præsident Thomas Jefferson og Pierre Samuel du Pont de Nemours under Napoleon Bonaparte. Købet anses som den største ejendomshandel i historien, og ved købet fordoblede USA sit tidligere areal. Købet omfattede dagens:
- Louisiana
- Arkansas
- Iowa
- Missouri
- South Dakota
- Nebraska
- Kansas
- Oklahoma
- dele af Minnesota, North Dakota, Texas, Montana, Wyoming, Colorado og New Mexico samt dele af de canadiske provinser Alberta, Saskatchewan og Manitoba.

### Den Anglo-Amerikanske aftale
Den Anglo-Amerikanske aftale (Anglo-American Convention, også London Convention) blev indgået i 1818 mellem USA under præsident James Monroe og Storbritannien. Arealet omfattede cirka 119.795 km2.
Aftalen regulerede grænsen mellem USA og Canada langs den 49. nordlige breddegrad, hvor USA afstod dele af Alberta og Saskatchewan men i stedet fik dele af det sydlige Manitoba. Aftalen blev indgået af de britiske Frederick John Robinson og Henry Goulburn samt amerikanske Albert Gallatin og Richard Rush. Aftalen omfattede:
- dele af North Dakota
- dele af South Dakota
- dele af Minnesota

Aftalen indebar tillige en overenskomst om en fælles kolonisering af Oregonterritoriet (dagens Washington, Oregon, Idaho og dele af Montana og Wyoming samt British Columbia).

### Florida-købet
Florida-købet eller Adams-Onís-aftalen (Florida Purchase, Adams-Onís Treaty) blev indgået i 1819 mellem USA under præsident James Monroe og Spanien. Arealet omfattede cirka 137.375 km2, og overdragelsessummen var cirka 5 millioner dollar.
Aftalen regulerede grænsen mellem USA og det spanske Mexico omkring Florida og Texas. Grænsen var uklar efter Louisianakøbet, og præsident James Madison havde allerede i 1810 annekteret det vestlige Florida. Grænsen fastslog fra Texas langs Sabine River og op mod det vestlige Nordamerika langs Rocky Mountains. Aftalen blev indgået af den spanske kronrepræsentant Luis de Onís og (US Secretary of State John Quincy Adams (senere præsident) allerede i 1819 men ratificeredes først i 1821. Aftalen omfattede:
- den østlige del af Louisiana
- det vestlige og østlige Florida
- en mindre del af Colorado

### Webster–Ashburton-aftalen
Webster-Ashburton-aftalen (Webster-Ashburton Treaty) blev indgået i 1842 mellem USA under præsident John Tyler og Storbritannien. Arealet omfattede cirka 18.130 km2.
Aftalen regulerede grænsen mellem USA og Canada mellem dagens Maine og New Brunswick samt gennem søerne Lake of the Woods og Lake Superior omkring Minnesota og Ontario. Aftalen blev indgået af den britiske Privy Counsellor Lord Ashburton og den amerikanske US Secretary of State Daniel Webster. Aftalen omfattede dagens:
- den nordlige del af Maine
- den nordlige del af Minnesota

### Erobringen af Texas
Efter Louisianakøbet i 1803, da landet langs Mississippis vestre bred af Napoleon Bonaparte blev solgt til unionsstaterne, begyndte anglo-amerikanske eventyrere at foretage strejftog ind på Texas' område, og efter, at Texas med Coahuila i 1824 var blevet en stat i den nye republik Mexico, fik amerikanske kolonister tilladelse til at slå sig ned der. I løbet af få år fandtes omkring 20.000 kolonister mellem Sabine og Colorado. Den mexicanske regering satte dem i 1830 under militært opsyn, og denne samt andre tvangstiltag herunder, at præsident Antonio López de Santa Anna i 1835 ophævede den mexicanske forfatning, ledte til et væbnet oprør i Texas, en frihedskrig, i hvilken anglo-amerikanerne understøttedes af frivillige fra USA. I marts 1836 udråbtes Republikken Texas. I tiden 1836-1845 var Texas en selvstændig republik, men i februar 1845 godkendte USA’s kongres annekteringen af Texas, og den 29. december samme år indlemmedes området i den amerikanske union under præsident James Knox Polk trods Mexicos protester. Arealet omfattede cirka 1.007.935 km2 og omfattede:
- Texas
- dele af Oklahoma
- dele af New Mexico
- dele af Kansas
- dele af Colorado
- dele af Wyoming

Annekteringen ledte senere til en krig mellem Mexico og USA.

### Den Mexicansk-amerikanske krig
Den amerikanske erobring af Texas førte til en krig mellem Mexico og unionen 1846-1848. Den amerikanske general Z. Taylor fik i juli 1845 ordre om at besætte Texas og forsvare dets, for øvrigt omstridte, grænse mod mexikanerne. Under denne krig erobrede oberst John C. Frémont efter en eventyrlig march over Rocky Mountains store områder i Kalifornien, general Taylor indtog i september 1846 det stærkt befæstede Monterey og besejrede Mexicos provisoriske præsident, Santa Anna, i det blodige slag ved Buena Vista den 23. februar 1847, hvorefter general Winfield Scott blandt andet tvang byen Vera Cruz til at kapitulere den 27. marts og endelig den 15. september samme år rykkede ind i selve hovedstaden Mexico. Krigen sluttede den 2. februar 1848 med Freden i Guadalupe Hidalgo, hvorved Mexico måtte afstå fra alle krav på Texas og tillige til unionen afstå landet mellem Texas og Stillehavet samt størstedelen af sit nordvestlige territorium (Cesión Mexicana). Da Texas blev optaget som stat i De Forenede Stater, omfattede det mod vest tillige den øst for Rio Colorado beliggende del af nuværende New Mexico samt nåede i nord, vest for 100-nde meridian, over senere dele af Oklahoma, Kansas og Colorado frem til Arkansas river. Arealet omfattede et areal på omkring 1.400.000 km2, og fredsaftalen omfattede:
- Californien
- dele af Arizona
- dele af New Mexico
- Nevada
- Utah
- dele af Colorado
- dele af Wyoming.

I 1850 solgte Texas de nævnte landområder til forbundsregeringen for 10 millioner dollar, men det forbeholdt sig dispositionsretten over alt "public lands" inden for sit område, hvilket viste sig at være en ufattelig givende indkomstkilde.

### Oregon-aftalen
Midt under krigen med Mexico havde USA i 1846 indgået en aftale med England om grænserne for Oregon-territoriet. Oregon-aftalen (Oregon Treaty) blev indgået i 1846 mellem USA under præsident James Knox Polk og Storbritannien. Aftalen afsluttede den fælles kolonisering af Oregon-territoriet, som nu blev delt mellem USA og Canada langs den 49. nordlige breddegrad. Arealet omfattede cirka 700.000 km2, og området omfattede dagens:
- Washington
- Oregon
- Idaho
- dele af Montana og Wyoming

### Gadsden-aftalen
Gadsden-aftalen (Gadsden Purchase, Venta de La Mesilla) blev indgået i 1853 mellem USA og Mexico. Købet af de mexicanske grænseområder blev forhandlet af diplomaten James Gadsden under præsident Franklin Pierce og den mexicanske præsident Antonio López de Santa Anna. Arealet omfattede cirka 77.000 km2, og overdragelsessummen var cirka 10 millioner dollar. Købet omfattede dagens:
- sydlige del af Arizona
- sydlige del af New Mexico

### Alaska-købet
Alaska-købet (Alaska Purchase) blev indgået i 1867 mellem USA og Rusland. Aftalen indebar, at Rusland solgte hele Alaska-territoriet (Russisk Amerika) til USA. Aftalen blev forhandlet af den russiske diplomat Eduard de Stoeckl under zar Alexander 2. af Rusland og US Secretary of State William H. Seward under præsident Andrew Johnson. Arealet omfattede cirka 1.481.347 km2, og prisen var 7,2 millioner dollar. Aftalen omfattede hele dagens:
- Alaska

## Udvidelserne i Caribien og Stillehavet
I 1890-erne og begyndelsen af 1900-tallet udviklede USA en klart imperialistisk politik både i Syd- og Mellemamerika (Caribien) og i Stillehavet. Da Colombia stod foran en revolutionær løsrivelsesbevægelse på Panamanæsset, støttede USA under præsident Theodore Roosevelt oprørerne og anerkendte hurtigt Panama som en selvstændig republik uden forud at rådføre sig med andre. Kort efter Panamas formelle selvstændighed lejede og befæstede USA en kanalzone og gik i gang med at bygge Panamakanalen. Panama blev i praksis et protektorat under USA. USA støttede Cubas kamp for selvstændighed, og efter sprængningen af slagskibet "Maine" brugte landet denne begivenhed som argument for at indlede en krig med Spanien i 1898, som hurtigt blev vundet og førte til, at Spanien måtte afstå de fleste af sine resterende kolonier i Caribien og Stillehavet til USA, som her efter uden videre annekterede Puerto Rico, Filippinerne og Guam. Cuba blev gjort til en formelt selvstændig republik, men blev underlagt det såkaldte "Platt-tillæg", som gav USA ret til at gribe ind i indre cubanske forhold samt at oprette en flådebase på uopsigelige vilkår. Retten til at intervenere på Cuba blev flittigt brugt i de følgende årtier. Lige som Panamakanalen i Panama blev Guantánamo-basen med et areal på cirka 120 km2 de facto et eksterritorialt område under amerikansk kontrol.
I 1904 kundgjorde præsident Theodore Roosevelt en udvidelse af Monroe-doktrinen, som gav USA ret til at gribe ind i mellemamerikanske lande, der havde pådraget sig gældsforpligtelser, som de ikke var i stand til at indfri. I praksis indebar denne ret, at USA etablerede et hegemoni over hele Mellemamerika og Caribien, som kunne bruges eller indskrænkes under hensyn til amerikanske interesser. Sammen med de oprettede baser og de oprettede kolonier i Caribien skaffede USA sig i praksis overherredømme i hele Mellemamerika. Denne politik blev fulgt op af store amerikanske investeringer i mellem- og sydamerikanske lande, der indebar omfattende amerikansk økonomisk kontrol i disse lande. Denne politik blev i samtiden benævnt "dollardiplomati".
En lignende udvikling fandt sted i Stillehavet. På Hawaii, tidligere kaldet Sandwich-øerne, havde amerikansk kapital udviklet en omfattende sukker- og ananasindustri. Da dronning Liliuokalani i 1890-erne prøvede at føre en national politik, blev hun styrtet af folk, der nød godt af de amerikanske interesser. De oprettede en selvstændig republik, som USA annekterede i 1898. Også Filippinerne blev en fremskudt amerikansk koloni, som sammen med andre amerikanske fremstød (således annekteredes Amerikansk Samoa i 1899) lagde op til et de facto-amerikansk hegemoni over hele Stillehavet. Denne politik blev fulgt op med kravet om "den åbne dørs" politik på de asiatiske fastland, der skulle sikre USA fodfæste også her.

### Udviklingen i Caribien

#### Panama
Lige siden de første planer om byggeri af en kanal gennem Panamanæsset fremkom i 1846, var kanalplanerne en bestemmende faktor for Panamas politik. En tid truedes disse planer af en plan om en kanal i Nicaragua, men efter, at en senatskommission fra USA havde udtalt sig for, at kanalen burde bygges gennem Panama, fremkaldte det et definitivt brud med Colombia, som Panama hidtil havde været en del af. Columbia forsøgte nemlig at drage finansielle fordele af kanalen, hvilket fremkaldte en revolutionær stemning i Panama, som i det hele havde ringe fælles interesser med det øvrige Colombia. Tilskyndet af USA erklærede Panama sig for en selvstændig republik den 4. november 1903 og anerkendtes som sådan af USA allerede den 13. november og snart efter af andre stater. Kort efter, den 18. november 1903, indgik Panama en traktat med USA angående kanalområdet (canal zone), ved hvilken retten til at bruge en zone på 5 miles (8 km) på hver side af kanalen for ubegrænset tid blev afstået til USA mod en erstatning, en gang for alle på 10 millioner dollar og en årlig afgift (efter ni år) på 250.000 dollar årligt.
I årene 1903 til 1999 forvaltede USA derefter Panamakanalzonen. Området havde et areal på cirka 1.432 km2.

#### Cuba
Ved præliminærfreden undertegnet i Washington den 12. august, og den endelige fredsaftale undertegnet i Paris den 10. december 1898 opgav Spanien alle sine rettigheder på Cuba, som fra den l. januar 1899 temporært blev styret af en amerikansk militærguvernør. De cubanske selvstændighedskæmpere indtog i begyndelsen en mistroisk afventende holdning men sendte senere en kommission under ledelse af general Garcia til Washington for at indgå aftale om oprørshærens opløsning.
De amerikanske militærguvernører (general Brooke 1900, general Wood 1901-02) koncentrerede deres anstrengelser om det af krigen forarmede lands økonomiske opbygning, sundhedsvæsenets og undervisningsvæsenets fremme samt nyordning af retsvæsen og kommunalforvaltningen. Ved offentlig og privat velgørenhed blev den værste nød efter krigen afhjulpet, sundhedsvæsenet omorganiseredes grundigt i de cubanske havnebyer, især Havanna, hvor kraftige og fremgangsrige tiltag blev gjort for bekæmpelse af gul feber, øens evakuering af spanske tropper blev overvåget, og oprørernes friskarer (omkring 54.000 mand) afvæbnedes og hjemsendtes, idet der til dem tildækning af deres umiddelbare behov udbetaltes 3 mio. dollars. Som en forberedelse for selvstyrelsens gennemførelse foretoges i 1899 en nøje folketælling over Cuba, den første siden 1878. På grundlag heraf foranstaltede militærguvernøren i efteråret 1900 almene valg til en grundlovgivende forsamling, der trådte sammen den 5. november samme år og i februar 1901 havde sit forfatningsudkast færdigt. General Wood havde som en af forsamlingens opgaver angivet fremsættelse af forslag til Cubas fremtidige forhold til USA. Da forsamlingen imidlertid ikke fulgte denne anmodning, tog Unionens kongres sagen i egen hånd og formulerede sine betingelser i et tillæg til hærbudgettet (efter sin ophavsmand, senator Platt, kaldet "The Platt amendment", 2. marts 1901). Ifølge dette blev det forbudt for Cuba at indgå traktater med fremmede magter, som sigtede på at mindske dets uafhængighed eller hindre det i at udøve fuld kontrol over nogen del af øen. Videre reguleredes Cubas ret til at optage statslån, idet USA fik interventionsret for sikring af Cubas selvstændighed og opretholdelse af ordnet styrelse. Alle den amerikanske militærforvaltnings tiltag blev sanktionerede, og Cuba påtog sig at fuldende de påbegyndte store samfundshygiejniske tiltag. Endelig måtte Cuba udelukke Isla de Pinos fra sine grænser, hvis stilling skulle reguleres ved en særlig traktat, samt forpligte sig til at sælge eller udleje egnede steder for flådebaser til USA. Disse amerikanske krav vakte megen modvilje blandt de radikale på Cuba, og man gjorde gentagne forsøg på at helt eller delvis unddrage sig deres opfyldelse, men Unionens regering erklærede i juni 1901, at de amerikanske tropper ville forblive på øen indtil, at den grundlovgivende forsamling havde anerkendt Platt-tillægget i dets helhed. Denne gav så modvilligt efter den 12. juni samme år, og den 20. maj 1902 overdroges regeringsmyndigheden til den nye republik Cubas første præsident, Tomás Estrada Palma, som under oprøret lige siden José Martís død havde været oprørernes diplomatiske udsending i udlandet.
Republikken Cubas forfatning blev dateret 21. februar 1901 og udvidedes den 12. juni samme år med de af USA krævede tillæg. I spidsen for regeringen stod en for fire år valgt præsident og ved hans side en vicepræsident samt en af senat og repræsentanternes hus bestående kongres. Forvaltningen lededes af syv departementschefer. Til senatet sendte hver af de 6 provinser ("departementos") Havana, Pinar del Rio, Matanzas, Santa Clara, Camagüey og Santiago de Cuba 6 repræsentanter. Til repræsentanternes hus udsås for fire år ved almindelig stemmeret en repræsentant for hver ca. 25.000 indbyggere.
Den nye republiks forhold til USA, som de facto kontrollerede landet, blev yderligere reguleret ved en traktat af 2. juli 1903, ifølge hvilken USA opgav alle krav på Isla de Pinos, men mod et årligt lejebeløb på 2.000 dollars fik ret til at anlægge kulstationer i Guantanamobugten og ved Bahia Honda. Cuba fik i august 1902 et af Unionskongressens repræsentanthus autoriseret lån på 35 mio. dollars for at hjælpe sukkerindustrien, og den 27. december 1903 trådte en gensidig handelstraktat i kraft mellem de to lande ifølge hvilken, den amerikanske toldtarif blev nedsat med 20 % for alle cubanske produkter mod en modsvarende nedsættelse (med 20 à 40 %) i tolden på til Cuba fra USA eksporterede varer. Denne traktat, hvis gyldighedstid var 5 år, skulle sikre cubanske sukker- og tobaksdyrkere afsætningsmuligheder i USA og i almindelighed gavne USA's handel med Cuba på bekostning af Englands og Tysklands kommercielle forbindelser med den nye republik.
De politiske forhold på Cuba blev efter, at amerikanerne i 1902 havde overladt regeringsmyndigheden til præsident T. Estrada Palma, snart i højeste grad forvirrede. Heftige partikampe mellem magtlystne grupper pågik vedvarende, regeringspartiet tillod sig hensynsløst valgsvindel ved valgene, og oppositionen svarede med revolutionstrusler. Præsident Palma måtte i september 1906 anmode om amerikansk militærhjælp for ordenens genopretning og for at forhindre borgerkrig og plyndringer. Den amerikanske præsident Roosevelt lod to af sine kabinetsministre, Taft og Bacon, rejse til Cuba for at mægle fred mellem partierne; snart tilkaldte de militær hjælp, Palma afgik, og den 29. september overtog Taft som provisorisk regent Cubas styrelse for den tid, som kunne kræves for genopretning af ro og orden, samt almen tillid. Oprørsmændene nedlagde straks våbnene, og allerede i oktober kunne Taft vende tilbage til USA efter at have overdraget ledelsen af den provisoriske styrelse til Charles E. Magoon, forhen guvernør over Panama-kanalzonen. Den provisoriske regering gennemførte en række bestemmelser til komplementering af loven om præcisering af præsidentens beføjelser, reformering af provinsforvaltning og domstolsvæsen med mere. Efter ordnede forhold fuldt ud var vendt tilbage, afholdtes valg til præsident og kongres, og den 28. januar 1909 blev på ny Cubas styrelse overladt til indenlandske myndigheder, og de amerikanske tropper forlod øen.

#### Puerto Rico
Skønt USA officielt kun førte krig mod Spanien i 1898 for Cubas skyld, og skønt de spanske tropper i Puerto Rico aldrig blev slået, måtte Spanien dog ved freden i Paris afstå øen til USA, der siden administrerede den som koloni. Ifølge forfatningen af 1917 styredes denne af en guvernør udnævnt af den amerikanske præsident. Ved hans side stod et senat på 19 medlemmer og et repræsentanternes hus på 39 medlemmer.

#### Købet af Jomfruøerne
Efter flere forudgående mislykkede forsøg lykkedes det at købe de Amerikanske Jomfruøer (United States Virgin Islands) i 1917 ved en handel mellem USA under præsident Thomas Woodrow Wilson og Danmark. Aftalen indebar, at Danmark solgte sin del af Jomfruøerne (Dansk Vestindien) til USA. Arealet omfattede cirka 346 km2, og overdragelsessummen var 25 millioner dollar. Aftalen omfattede dagens:
- vestlige del af Jomfruøerne

Dette køb er den sidste ejendomshandel, som USA har gennemført og samtidig den sidste territorielle udvidelse i Caribien.

### Udviklingen i Stillehavet

#### Filippinerne
Da krigen mellem USA og Spanien brød ud i april 1898, sendte amerikanerne en flåde under admiral Dewey mod Manilla, og denne tilintetgjorde i maj 1898 den spanske flåde under admiral Montojo y Pasarón uden for Cavite, hvor efter Manilla blev blokeret, og den 13. august overgav sig til Dewey. I mellemtiden havde de filippinske frihedskæmpere under Aguinaldo og med amerikansk hjælp søgt at organisere en føderativ republik. Ved freden i Paris den 10. december 1898 afstod Spanien øerne til USA, men denne måtte efterfølgende, selv efter at Aguinaldo i marts 1901 var blevet taget til fange, kæmpe mod selvstændighedspartiet. Frihedskæmpernes oprør blev i juli 1902 erklæret nedkæmpet, og præsident Roosevelt udfærdigede en vidt gående amnesti for de oprørske, men i flere egne ville de indfødte ikke ophøre med deres kamp, og endnu i 1907 var freden ikke fuldt genskabt.
Som amerikansk koloni blev det filippinske samfund reorganiseret. Den rent militære styrelse, som oprettedes kort efter den amerikanske besættelse, blev i løbet af 1899 og 1900 erstattet af en civil forvaltning bortset fra i de områder, som beboedes af muslimer, moros (på Mindanáo og Suluøerne), hvor militært embedsstyre fortsatte. Centralregeringen bestod af en generalguvernør, som var den højeste udøvende myndighed, og syv kommissærer (4 amerikanere og 3 filippinere), som dannede en lovgivende korporation. I august 1907 foretoges valg til et nyt folkevalgt kammer med begrænset beføjelse. Regeringen bestod af fire ministerier: indenrigs-, finans- og justits-, handels- og politi- samt undervisningsministeriet, alle med en af de fire amerikanske kommissærer som chef. Øgruppen blev inddelt i 39 provinser, hver med en guvernør, sekretær, skattemester, kontrollør og offentlig anklager. Lokale kommunale styrelser fandtes i omkring 600 "byer", hvilke var så godt som uafhængige af provinsregeringerne. Hovedstad var Manilla, som dannede en særlig provins (219.928 indbyggere). For retsvæsenet fandtes en højeste domstol med 7 dommere samt 15 domstolsdistrikter, hvert med en underret.
Flertallet af befolkningen var katolikker. På Luzon blev oprettet en uafhængig filippinsk kirke. Nogle hundrede tusinde var muslimer og et endnu større antal var hedninger. Under det spanske styre havde de religiøse ordener (dominikanere, augustinere, franciskanere med flere) haft store jordbesiddelser, der udlejedes til de indfødte. I 1902 antog kongressen en lov, som bemyndigede Filippinernes regering til at opkøbe disse jordbesiddelser og sælge eller udleje dem, og sådanne opkøb skete således, at i 1904 var i alt blevet opkøbt 165.000 hektar land for 7,2 mio. dollar. Undervisningsvæsenet sorterede under en generalsuperintendent og en overstyrelse, og i hvert af de 35 skoledistrikter, som øgruppen blev inddelt i, fandtes en superintendent og en skolestyrelse. Lærerpersonalet omfattede i 1904 865 amerikanske lærere for alle stadier, 400 filippinske lærere aflønnede af statslige midler (omkring 1,2 mio. dollar) og 4.000 aflønnede af kommuner (omkring 500.000 dollar), lige som kommunerne bekostede skolelokalerne. Engelsk indgik i undervisningen i alle offentlige skoler, omkring 3.000. I marts 1905 var der 514.600 børn indskrevet. Aftenskoler for ældre havde 25.000 elever. Et lærerseminarium blev åbnet, ligeledes arbejds- og erhvervsskoler. Sankt Thomasuniversitetet i Manila havde fem fakulteter. Et nyt skattesystem indførtes i 1904, da skat blev lagt på bank- og forsikringsvirksomhed samt handel og industri, desuden afgifter på fremstilling og salg af øl, spiritus, tobak med samt tændstikker. Også personskatter fandtes. Af disse indkomster gik 75 % til centralregeringen, 10 % til provins- og 15 % til de kommunale myndigheder, hvoraf sidstnævnte måtte bruge en tredjedel af sin andel til de offentlige skoler. Budgettet for 1904/05 optog udgifter for 17,9 mio. dollar og indkomster for 16,1 mio., deraf toldindtægter 8,4 mio.
Gennem hele mellemkrigstiden forblev ønsket om en selvstændig stat den indfødte befolknings erklærede mål, men den amerikanske regering udskød flere gange beslutning herom af strategiske og økonomiske årsager.

#### Guam
Fra 1898 kom Guam, den sydligste og største ø blandt Marianerne i Mikronesien, under USA, som lod oprette en flådebase (San Luis d’Apra l. Caldera). Gennem den ved Washingtonkonferencen indgåede marinekonvention af 6. februar 1923 afstod USA imidlertid fra retten til at oprette flådebaser og nye befæstninger på Guam.

#### Tilslutningen af Hawaii
Kongeriget Hawaii blev ramt af indre uroligheder og anmodede om at blive en del af USA. I 1898 annekteredes området af USA under præsident Benjamin Harrison. Arealet omfattede cirka 16.649 km2, og området omfattede dagens:
- Hawaii-øerne

#### Amerikansk Samoa
Omkring midten af 1800-tallet fik såvel Storbritannien som USA og Tyskland økonomiske interesser på Samoa, og alle tre stater udnævnte egne repræsentanter på øerne henholdsvis 1847, 1853 og 1861. Efter indre uroligheder og rivalisering mellem de tre kolonimagter blev der i 1889 indgået en aftale om at erklære øerne for neutrale og med delt styre. I 1899 afstod Storbritannien sine rettigheder, og øgruppen blev delt mellem Tyskland og USA ved en skillelinje 177o V.l., idet Tyskland fik øerne vest her for, USA øst her for. I 1925 blev USA’s område udvidet med øen Swains i Tokelau-gruppen. Området blev forvaltet af en guvernør. Ved en forfatning fra 1960 blev en lovgivende magt overdraget til et repræsentanternes hus med 17 medlemmer og et senat med 15 medlemmer.

## Rooseveltkorollariet og amerikansk indgriben i Mellemamerika
I 1904 formulerede den amerikanske præsident Theodor Roosevelt Rooseveltkorollariet (The Roosevelt Corollary), der var et tillæg til og en udvidelse af Monroedoktrinen. Korollariet var foranlediget af, at en række mellemamerikanske lande havde optaget lån, hvis forpligtelser, de ikke ville eller var i stand til at opfylde. For at modvirke europæiske landes militære indgriben mod disse lande "påtog" USA sig en rolle dels som garant for disse lån, dels som "politimand" med ret til at tage så megen kontrol over berørte landes økonomiske og politiske anliggender, at det nærmede sig en tidsbegrænset annektering af de pågældende lande. Denne politik udviklede sig med tiden i retning af, at USA kunne gribe ind mod enhver udvikling i Mellemamerika, der stred imod landets interesser.

### Kontrollen over Nicaragua
I 1889 blev Rob. Sacaza fra det konservative parti præsident i Nicaragua. På denne tid blev spørgsmålet om dannelse af en centralamerikansk forbundsrepublik aktuelt, og en traktat herom blev indgået mellem staterne den 15. oktober 1889, men snart fremkom strid herom, og Sacaza blev styrtet ved en revolution i 1893. Til hans efterfølger valgtes José Santos Zelaya, som ændrede forfatningen i 1894 og blev genvalgt 1898. Han fik gennemført, at Mosquitokysten blev inkorporeret i Nicaragua. Flere forsøg på at styrte Zelaya blev gjort, af hvilke nogle fremkaldte borgerkrig, men præsidenten holdt sig ved magten til december 1909, da han blev styrtet ved en revolution og væbnet indgriben fra USA’s side på grund af, at han havde myrdet nogle amerikanske medborgere. Derefter regerede to provisoriske præsidenter indtil, at en ny forfatning blev udformet. Ny præsident blev Allolfo Diaz, valgt for perioden 1911-16. Under ham indgik Nicaragua et intimt samarbejde med USA, som fik ret til at anlægge en kanal mellem Caribien og Stillehavet på Nicaraguas område og at oprette en orlogshavn ved Stillehavet. I juli 1913 foreslog den amerikanske udenrigsminister Bryan endda, at USA skulle "adoptere" Nicaragua - et forslag, som dog ikke vandt tilslutning i senatet. I 1914 blev indgået en traktat med USA om et amerikansk lån på 3 mio. dollar, og i forbindelse hermed blev Nicaragua sat under en slags amerikansk finansielt protektorat. Desuden fik USA koncession til at anlægge en transoceanisk kanal gennem Nicaragua, men koncessionen havde fra amerikansk side alene til formål at forhindre, at der ville kunne oprettes en konkurrent til Panamakanalen.

### Besættelsen af Den Dominikanske Republik
Efter en revolution i 1906 blev Ramon Cåceres på ny præsident i Den Dominikanske Republik, og han holdt sig ved magten indtil han den 19. november 1911 blev myrdet. Under hans præsidentperiode blev i 1907 indgået en traktat med USA, som derved påtog sig forvaltningen af republikkens finanser og til opfyldelse af dette formål sendte en højeste toldembedsmand, der formåede at få republikkens udenlandske långivere til at afstå fra 50 % af deres tilgodehavender. En forfatningsrevision gennemførtes i 1908. Mordet på Cåceres fulgtes af en ny periode af forvirring og hurtige udskiftninger af præsidenter (Eludio Yictorio, præsident 1911, Adolfo Nouel 1912-1913, José Bordes Baldez 1913-1914, Ramon Baez 1914), hvorpå der atter i nogen grad kom ro i landet under den til præsident i 1914 på ny valgte Juan Isidro Jiménez. Da en ny revolution udbrød i april 1916, greb USA's regering ind, landsatte marineinfanterister og genoprettede ro og orden, hvor efter den gamle Jiménez frivilligt afgik og i juli samme år blev efterfulgt af Francisco Henriquez Garvajal, der imidlertid ikke vandt amerikansk anerkendelse, da han nægtede at godkende et traktatudkast, som skulle give USA vidtgående beføjelser til finansernes genopretning og sikring af ro og orden. De amerikanske besættelsestroppers øverstbefalende stillede derefter ved proklamation af 29. november 1916 republikken under amerikansk militærforvaltning, præsident Henriquez måtte forlade landet, og styrelsen blev overtaget af en amerikansk militærguvernør med søofficerer som departementschefer. Roen genoprettedes, delvist ved ret hårde metoder, og de økonomiske tilstande forbedredes. I december 1920 lagdes op til afvikling af militærforvaltningen efter, at nødvendige forfatningsændringer var foretaget. Først i oktober 1922 afløstes det amerikanske søofficersdiktatur af en indenlandsk regering under præsident Juan Bautista Vicini Burgos (valgt til oktober 1928), men faktisk fortsatte også under dennes præsidentperiode den amerikanske indflydelse i republikken.

### Besættelsen af Haiti
Forholdene på Haiti var i begyndelsen af 1900-tallet ret kaotiske: Præsident A. Simon blev styrtet i juli 1911 og efterfulgtes i august samme år af Cincinnatus Leconte. Denne blev den 8. august 1912 offer for et attentat, da præsidentpaladset blev sprængt i luften. Så fulgte en periode med tætte præsidentudskiftninger og megen uro. Den 1. marts 1915 til præsident udsete general Vilbrun Guillaume Sam søgte i juli 1915 i det franske legationshus beskyttelse mod oprørerne, men blev nogle dage senere lukket ud og efterfølgende myrdet af en folkemasse, som ville hævne, at en af Sams tilhængere kort forud havde forestået en massakre på politiske fanger. Derefter lod den amerikanske regering landsætte marineinfanterister, som okkuperede hele republikken og genoprettede ro og orden. Forvaltningens ledelse blev i stor udstrækning overtaget af amerikanske søofficerer. Til præsident valgtes den 12. august samme år André Dartiguenave, og en traktat blev indgået med USA den 16. september (ratificeret den 3. maj 1916), ifølge hvilken et politisk og finansielt amerikansk protektorat over Haiti for 20 år frem oprettedes efter mønsteret fra 1907 års amerikanske traktat med Den Dominikanske Republik. Ifølge traktaten indsattes en amerikansk toldembedsmand, en amerikansk "finansiel rådgiver" for finansministeren, amerikanske gendarmer og kontrollører over sundhedsvæsen og offentlige arbejder. Toldsatserne måtte ikke forandres, og nye statslån måtte ikke optages uden amerikansk godkendelse, og amerikansk væbnet intervention blev stillet i udsigt, hvis en sådan skønnedes nødvendig til forsvar for Haitis "selvstændighed" eller for opretholdelse af en stabil regering. Amerikanerne igangsatte omfattende vejbyggerier og forbedrede de sanitære forhold, men behandlingen af de indfødte var i flere tilfælde hårdhændet, og en del overgreb i 1920 foranledigede fremsendelse af en undersøgelseskommission.

## Den koloniale krise
I mellemkrigstiden blev den amerikanske kolonipolitik ramt af en indre politisk krise. Det skyldtes flere forhold, både politiske og økonomiske.
USA havde tidligt stillet Filippinerne en fremtidig selvstændighed i udsigt. Allerede i 1916 havde den amerikanske kongres ved den såkaldte "Jones law" ladet det filippinske overhus omdanne fra en embedsmandsrepræsentation til et valgt senat og i sin begrundelse erklæret, at det var hensigten at afvikle det amerikanske overherredømme over Filippinerne og erkende landets selvstændighed, når en stabil regering kunne oprettes. Under præsident Wilson udnyttede den amerikanske generalguvernør på Filippinerne som regel om muligt indfødte filippinere på de administrative poster, og det blev sagt, at "der praktisk taget eksisterede selvstyre på Filippinerne under de syv år fra 1914 til 1921". Kort før afslutningen af sin præsidentperiode erklærede Wilson over for kongressen, at en fast regering var blevet skabt og tiden derfor kommet til, at USA opfyldte sit løfte om selvstyre for øerne. Wilson blev imidlertid efterfulgt af de reaktionære præsedenter Warren G. Harding og Calvin Coolidge. Til trods for indførelse af en regelret partiregering beholdt den amerikanske generalguvernør sin vetoret, og den smidigere politik under udenrigsminister Stimson kunne ikke hindre, at de filippinske krav om uafhængighed fortsatte. Det filippinske parlament gjorde det til en fast tradition årligt at vedtage en resolution om uafhængighed, og sendte en delegation til den daværende præsident Coolidge med direkte anmodning om at indfri løftet i "Jones law".
Der var imidlertid konfliktfyldte interesser i det amerikanske samfund. Imod filippinsk selvstyre talte det forhold, at amerikanerne med held foretog store investeringer blandt andet i dyrkning af gummi, samt at Filippinerne udviklede sig til et marked af voksende betydning for amerikanske produkter. Da øerne blev annekterede, hentede Filippinerne kun 7% af sin import fra USA, denne andel var vokset til 55% i 1925 og forsatte med at vokse således, at USA udgjorde den helt dominerende samhandelspartner. For filippinsk selvstyre talte, at landet producerede store mængder vegetabilske olier, som blandt andet blev anvendt i amerikansk margarineproduktion. Men dette var i strid med interesserne hos de amerikanske smørproducenter, som derfor gerne så øerne gjort selvstændige.
Tilsvarende modstridende interesser gjorde sig gældende for Hawaiis og Puerto Ricos vedkommende samt Cuba, hvor sukkerproduktionen gav anledning til de indre interessekonflikter.
Et andet konfliktemne, som gav anledning til indre debatter i USA, var den amerikanske militære tilstedeværelse i flere caribiske lande, fx Haiti. I samtiden blev den haitiske præsident Borno anset som en repræsentant for de amerikanske økonomiske interesser, og der var på den halve ø et udbredt ønske om at blive fri for den amerikanske dominans, hvilket førte til megen intern uro.
Den megen kritik til trods skete der dog ikke afgørende forandringer for de annekterede kolonier og protektorater i mellemkrigstiden. Fra 1935 fik Filippinerne tildelt selvstyre med løfte om over en overgangsperiode på ni år (afsluttende den 31. december 1944) under hvilken USA havde ansvaret for øgruppens forsvar. I 1934 leverede USA 65,1% af øernes import og aftog 83,2% af eksporten, mens Japans modsvarende andele var 12,4% af importen og 3,8% af eksporten. De samlede amerikanske investeringer blev opgjort til over 250 millioner dollars.

## Formynderskabsområder i Stillehavet
Under 2. verdenskrig lykkedes det amerikanerne at besætte de fleste øer i Stillehavet, der tidligere havde været under japansk kontrol, og i 1947 blev de fleste af disse som formynderområder under FN forvaltet af USA under fællesbetegnelsen Mikronesien: Marianerne, Carolinerne, Marshall-øerne, Marcus ø (tilbagegivet Japan i 1968).

## Grænsekorrektioner mellem Mexico og USA
I 1970 justeredes grænsen i Texas omkring Rio Grande, idet Mexico overlod cirka 10,93 km2, og USA overlod cirka 8,44 km2 omkring byen Rio Rico.

## Afviklingen af amerikanske kolonier
Kun få amerikanske kolonier har siden afslutningen af 2. verdenskrig opnået selvstændighed: Filippinerne i 1946, Nordmarianerne i 1978, Palau i 1981, Marshall-øerne og Mikronesien i 1986. USA har imidlertid fortsat opretholdt flere besiddelser i Stillehavet, ikke mindst af militærstrategiske grunde.